# Ladoško jezero
Ladoško jezero (rusko Ла́дожское о́зеро, latinizirano: Ladožskoje ozero, IPA: [ˈladəʂskəjə ˈozʲɪrə], tudi Ла́дога, Ladoga, IPA: [ˈladəɡə]; finsko Laatokka) je sladkovodno jezero v severozahodni Rusiji, ki je upravno razdeljeno med Republiko Karelijo in Leningrajsko oblast in leži tik pred obrobjem Sankt Peterburga. Je največje jezero v Evropi in 15. največje sladkovodno jezero po površini na svetu. Po njem je poimenovano Ladoga Lacus, jezero metana na Saturnovi luni Titan.

## Etimologija
V eni od Nestorjevih kronik iz 12. stoletja je omenjeno jezero, imenovano Veliko Nevo, kar je jasna povezava z reko Nevo in morda še naprej z nevo za 'morje' ali neva 'barje, močvirje' v finščini.
Starodavne nordijske sage in hanzeatske pogodbe omenjajo mesto iz jezer z imenom staronordijsko Aldeigja ali Aldoga. Od začetka 14. stoletja je bil ta hidronim splošno znan kot Ladoga. Po mnenju T. N. Jacksona je mogoče vzeti »skoraj samoumevno, da se je ime Ladoga najprej nanašalo na reko, nato na mesto in šele nato na jezero«. Zato meni, da primarni hidronim Ladoga izvira iz istoimenskega dotoka v spodnji tok reke Volhov, katere zgodnje finsko ime je bilo Alodejoki (ustreza sodobni finščini: Alojen joki) 'reka nižin'.
Od začetka 14. stoletja je običajno ime jezera Ladoga, po mestu Ladoga, ki je v zameno dobilo ime po istoimenskem pritoku v spodnjem toku reke Volhov (finsko: Alodejoki - reka na nižini). Druge teorije o izvoru imena prihajajo iz karelščine: Aalto - val, tukaj karelščina: Aaltokas - valovit, iz ruske narečne besede алодь, kar pomeni odprto jezero, široko polje vode. 
Germanski toponim (Aldeigja ~ Aldoga) si je slovansko prebivalstvo kmalu izposodilo in ga s starovzhodnoslovansko metatezo ald- → lad- preoblikovalo v staro vzhodnoslovansko: Ладога. Staronordijsko vmesno besedo med finsko in starovzhodnoslovansko besedo v celoti podpira arheologija, saj so se Skandinavci prvič pojavili v Ladogi v zgodnjih 750-ih, torej nekaj desetletij pred Slovani.
Eugene Helimski, ruski jezikoslovec, nasprotno, ponuja etimologijo zakoreninjeno v nemščini. Po njegovem mnenju je glavno ime jezera - staronordijsko: *Aldauga "stari izvir", podobno kot "odprto morje" (starinsko "odprto morje kot izvir"). Ta hidronim je povezan z imenom reke Neve (ki teče iz Ladoškega jezera), in prihaja iz nemščine - "nov". Skozi vmesno obliko * Aldaugja je beseda dala staronordijsko: Aldeigja - mesto Ladoga. 

## Geografija
Jezero ima povprečno površino 17.891 km² (brez otokov). Njegova dolžina v smeri sever-jug je 219 km in njegova povprečna širina 83 km; povprečna globina je 51 m, vendar doseže največ 230 m v severozahodnem delu. Površina porečja znaša 276.000 km², prostornina 837 km³ (včasih ocenjena 908 km³). V jezeru je okoli 660 otokov s skupno površino okoli 435 kvadratnih kilometrov. Ladoško jezero leži v povprečju 5 m nad morsko gladino. Večina otokov, vključno slavni arhipelag Valaam, Kilpola in Konevets, je v severozahodnem delu jezera.
Ločeno od Baltskega morja s Karelijsko ožino, je povezano s Finskim zalivom preko reke Neve.
Ladoško jezero je plovno in je del plovne poti Volga-Baltik. Ladoški kanal obide jezero na južnem delu in povezuje Nevo in Svir.
Porečje Ladoškega jezera vključuje okoli 50.000 jezer in 3500 rek daljših od 10 km. Približno 85 % dotoka vode je posledica pritokov, 13 % je zaradi padavin in 2 % zaradi podzemnih vodnih virov.

### Zemljevidi
- Karta Ladoškega jezera
- Lokacija
- Brockhaus in Efron

### Pritoki
Nekateri pomembnejši pritoki:
- reka Svir iz Oneškega jezera (JV, dotok: 790 m³/s);
- reka Volkhov iz Ilmenskega jezera (jug, dotok: 580 m³/s);
- reka Vuoksi (in reka Burnaja]) iz jezera Saimaa na Finskem (zahod, dotok: 540 m³/s).
- reka Syas (jug, dotok: 53 m³/s).
- reka Olonka iz jezera Utozero

### Mesta ob jezeru
- Šlisselburg (at 59°56′N 31°02′E / 59.933°N 31.033°E)
- Novaja Ladoga (at 60°06′N 32°18′E / 60.100°N 32.300°E)
- Sjastroj (at 60°08′N 32°34′E / 60.133°N 32.567°E)
- Pitkjaranta (at 61°34′N 31°28′E / 61.567°N 31.467°E)
- Sortavala (at 61°42′N 30°41′E / 61.700°N 30.683°E)
- Lakhdenpokhja (at 61°31′N 30°12′E / 61.517°N 30.200°E)
- Priozersk (at 61°02′N 30°08′E / 61.033°N 30.133°E)

## Geologija
Geološko je depresija Ladoškega jezera jarek in sinklinalna struktura proterozojske starosti (predkambrijske). Ta "Ladoga-Pasha structure", kot je znano, vsebuje jotnianske usedline. Med pleistocensko poledenitvijo je bila depresija delno postrugana sedimentnih kamnin z ledeniškim poglabljanjem. Med zadnjim ledeniškim maksimumom, približno 17.000 let pred našim štetjem, je jezero verjetno služilo kot kanal, ki je koncentriral led fenoskandijske ledene plošče v ledeni tok, ki je napajal ledeniške režnje naprej proti vzhodu.
Deglaciacija po Weichselski poledenitvi je potekala v kotlini Ladoškega jezera med 12.500 in 11.500 radiokarbonskih let pred sedanjostjo. Jezero je bilo prvotno del Baltskega ledenega pokrova (70-80 m nad sedanjim nivojem morja), zgodovinska faza sladkovodnega Baltskega morja. Možno je, čeprav ni gotovo, da je bila Ladoga izolirana iz njega med regresijo kasnejšega Yoldia morja, brakične faze (10.200-9500 pred sedanjostjo). Prag izolacije je moral biti na Heinjoki, vzhodno od Vyborga, kjer sta Baltsko morje in Ladoga povezana z ožino ali izhodne reke vsaj do nastanka reke Neve in morda celo mnogo kasneje, šele v 12. stoletju.
Od 9500 pred sedanjostjo se je Oneško jezero, prej odvajano v Belo morje, začelo prazniti v Ladoško preko reke Svir. Med letoma 9500 in 9100 pred sedanjostjo, med transgresijo jezera Ancylus, v naslednji fazi sladkovodnega Baltika, je Ladoga zagotovo postalo del njega, tudi če ne bi bilo povezano neposredno. Med poznejšo regresijo jezera Ancylus, okoli 8800 pred sedanjostjo, je Ladoga postalo izolirano.
Ladoga se je v svojem južnem delu počasi dvigovalo zaradi polnjenja Baltskega ščita na severu. Postavljena je bila hipoteza, vendar ni dokazana, da je voda v Litorinskem morju, v naslednji fazi brakične vode v Baltskem morju, med 7000 in 5000 pred sedanjostjo, občasno napadla Ladogo. Okoli 5000 pred sedanjostjo so vode jezera Saimaa predrle Salpausselkä in oblikovale nov odtok, reko Vuoksi, ki vstopa v Ladoško jezero v severozahodnem vogalu in dvigne njegovo raven za 1-2 m.
Reka Neva je nastala, ko so vode Ladoškega jezera končno prebile prag pri Porogi v nižjih predelih reke Izhora, in pritekle v Finski zaliv med 4000 in 2000 pred sedanjostjo. Datacija nekaterih sedimentov v severozahodnem delu Ladoškega jezera kaže, da se je to zgodilo 3100 radiokarbonskih let pred sedanjostjo (3410-3250 koledarskih let pred sedanjostjo).
- Ladoško jezero kot del Baltskega ledenega jezera (med 11.200 in 10.500 let pred našim štetjem). Svetlo modra črta označuje rob ledene plošče 13.300 pred sedanjostjo.
- Ladoško jezero kot del Ancilskega jezera (med 9300 in 9200 let pred nsedanjostjo). Temno zelena črta označuje južno obalo jezera v fazi Yoldia v baltskem bazenu.

## Živalstvo
Ladoško jezero je bogato z ribami. 48 oblik (vrst in infraspecifičnih taksonov) rib se pojavlja v jezeru, vključno rdečeoka (Rutilus), krap ploščič, smuč, evropska ostriž, okun, endemične varietete snetca, dve varieteti Coregonus Albula, osem varietet Coregonus lavaretus, številne druge postrvi, kot tudi, čeprav redko, ogroženi atlantski jeseter (Acipenser sturio). Komercialni ribolov je bil nekoč velika industrija, vendar je bil okrnjen zaradi prelova. Po vojni, med 1945-1954, se je skupni letni ulov povečal in dosegel največ 4.900 ton. Vendar je neuravnoteženost pripeljala do drastičnega zmanjšanja ulova v letih 1955-1963, včasih le do 1.600 ton na leto. Vlečne mreže so na Ladoškem jezeru prepovedane od leta 1956, uvedene so bile tudi nekatere druge omejitve. Razmere se počasi izboljšujejo in v letih 1971-1990 se je ulov gibal med 4.900 in 6.900 ton na leto, približno na isti ravni kot celoten ulov leta 1938. Ribogojnice in rekreacijski ribolov so v razvoju.
V jezeru živi endemični kolobarjasti tjulenj (Pusa hispida) oz. njegova podvrsta, znana kot ladoški tjulenj.
Od začetka leta 1960 je Ladoško jezero postalo precej evtrofično (visoko biološko produktivno, zaradi pretiranih hranil, predvsem dušika in fosforja).
Ob obali jezera severno od ustja reke Svir se nahaja naravni rezervat Nižnesvirski.

## Zgodovina
V srednjem veku je bilo jezero pomemben del trgovske poti od Varjagov do Grkov, pri čemer je od 8. stoletja nordijski imperij v Staraja Ladogi branil ustje Volkhova. V Med švedsko-novgorodskimi vojnnami je bilo območje med republiko Novgorod in Švedsko, sporno. V zgodnjem 14. stoletju, sta bili na bregovih jezera ustanovljeni utrdbi Korela (Kexholm) in Orešek (Nöteborg).
Starodavni samostan Valaam je bil ustanovljen na otoku Valaam, največjem v Ladoškem jezeru, zapuščen med 1611-1715, veličastno obnovljen v 18. stoletju in evakuiran na Finsko v času Zimske vojne leta 1940. Leta 1989 se je samostanska dejavnost v Valaamu nadaljevala. Drugi zgodovinski samostani v bližini so Konevets, ki leži na otoku Konevets in samostan Alexander-Svirski, ki ohranja vzorce srednjeveške moskovske arhitekture.
Med Ingrijsko vojno so del Ladoške obale zasedli Švedi. Leta 1617 je Rusija s Stolbovskim mirom severno in zahodno obalo prepustila Švedski. Leta 1721, po Veliki severni vojni, je bil ta del s Pogodbo v Nystadu vrnjen Rusiji. V 18. stoletju je bil zgrajen Ladoški kanal, da bi obvozil jezero, ki je bilo izpostavljeno vetrovom in nevihtam, ki so uničile na stotine tovornih ladij.
Kasneje, od okoli 1812–1940, sta si jezero delili Finska in Rusija. V skladu s pogoji Tartujske mirovne pogodbe iz leta 1920 je bila militarizacija jezera strogo omejena. Vendar pa sta tako Sovjetska Rusija kot Finska imeli floti v Ladogi. Po zimski vojni (1939–40) je po moskovski mirovni pogodbi Ladoga, postala notranja kotlina Sovjetske zveze.
Med drugo svetovno vojno so tam delovale ne le finske in sovjetske, ampak tudi nemške in italijanske ladje. V teh okoliščinah je med večjim delom obleganja Leningrada (1941–44) Ladoško jezero zagotavljalo edini dostop do obleganega mesta, saj je del vzhodne obale ostal v sovjetskih rokah. Zaloge so prevažali v Leningrad s tovornjaki po zimskih cestah po ledu, »cesti življenja«, poleti pa s čolni. Po drugi svetovni vojni je Finska ponovno izgubila regijo Karelija v korist ZSSR, vsi finski državljani pa so bili evakuirani z odstopljenega ozemlja. Ladoga je ponovno postala notranji sovjetski bazen. Severna obala, Ladoška Karelija z mestom Sortavala, je zdaj del Republike Karelije. Zahodna obala, Karelijska ožina, je postala del Leningrajske oblasti.
Od leta 1996 se odvija na Ladoškem jezeru vsakoletno tekmovanje za vozila 4x4 in terenska vozila, ki vozijo skozi več kot 1200 kilometrov blata, močvirja in barja, ki obdajajo jezero.

## Galerija
- Arhipelag v Ladoškem jezeru s samostanom
- Splav na kanalu Petra Velikega. Šlisselburg
- Otok Konevets
- Pristanišče Sortavala, Karelija
- Balvan na Vidlitsa, zahodna obala
- St. Nicholas Sketena otoku Valaam z majhno ladjo
- Skalna obala
- Arhipelag Valaam
- Fatamorgana
- Trdnjava Orešek pri Shlisselburgu

- Razgled